# 무장군인 고려대학교 난입 사건
무장군인 고려대학교 난입 사건(武裝軍人高麗大學校亂入事件)은 1965년 8월 25일 고려대학교, 8월 26일 연세대학교와 고려대학교에 무장한 군인 수백 명이 교내에 침입하여 학생 수십 명을 연행해 간 사건이다. 1971년 10월에는 22명의 무장 군인들이 고려대학교에 들어가 학생 5명을 연행해 간 '무장군인 고려대학교 난입 사건'이 다시 발생하여 논란이 되었다.

## 배경
1965년 8월 11일, '한일협정비준안'이 여당인 공화당에 의해 비준특위에서 강행통과되었다. 이에 민중당은 8월 12일 총사퇴를 결의하여 전체 의원 68명 중 61명이 사퇴서를 제출하였다. 공화당만 남은 국회는 8월 13일 본회의에서 '전투부대월남파병동의안'을, 8월 14일에는 '한일협정비준안'을 통과시켰다.
8월 17일, 서울대학교 법대 학생회는 '한일협정비준안 1당국회통과무효 선언식'과 함께 개학 후 강력하게 저항할 것을 예고하였다. 8월 23일 연세대학교의 1,500명의 학생을 포함, 24일에는 각 대학교 학생들 1만여 명이 모여 시위를 벌이는 등 학생 시위가 확산되고 구호가 '국회 해산'에까지 이르자, 정부는 휴교, 군대를 동원한 시위 진압, 시위 학생들의 구속 범위 확대 등이 포함된 강경한 대비책을 논의하였다. 당시 대통령이었던 박정희는 8월 25일 저녁, 학생 시위가 계속되는 학교를 폐쇄하고 교직자에 대한 책임을 묻는 등 강경히 대응할 것을 천명하는 특별담화를 발표하였다.

## 사건 발생 및 경과
8월 25일 13시 30분경, 5백여 명의 무장한 군인들이 고려대학교 교내에 진입하여 강의실, 고대 신문사, 도서실, 강당, 식당 등에서 유리창을 깨고 최루탄을 던지고 학생들을 발로 밟고 곡괭이 자루로 구타하면서 수십 명의 학생을 연행하였다. 일대에서 벌어진 학생 시위에서는 경찰 대신 무장 군인들이 출동하여 강경하게 진압하였고, 기자에게도 욕설과 폭력을 행사하였다. 이들은 기자와 조교, 30여 명의 학생을 연행하였다. 이들은 8월 26일 오전에 모두 훈방되었다.
8월 26일에는 정부의 강경책에 따라 위수령(衛戍令)이 적용되어 수도경비사령부와 서울 근교의 예비 사단, 야전군 소속의 1개사단 병력을 동원하여 학생 시위에 투입되었다고 보도되었다. 국방부 장관은 이러한 병력 동원에 대하여 유엔군사령관 겸 미8군 사령관과도 협의하였다고 밝혔다.
8월 26일 14시경에는 트럭에 나눠 탄 2백여 명의 무장 군인이 연세대학교에 투입되어, 그중 50명의 무장 군인이 학교 구내에서, 150명이 교문 근처에서 시민과 학생들을 연행하였다. 기자는 폭행당하고 필름을 빼앗겼다. 교내에 진입한 무장 군인들은 M1 소총에 대검을 꽂았다고 보도되었다. 15시경에는 25일에 이어 고려대학교 구내에 2백여 명의 무장군인들이 진입, 돌을 던진 학생 수십 명을 연행하였다. 취재하던 기자도 연행되었다.
8월 26일에는 서울시내 각 학교에서는 '한일협정비준무효'를 주장하고 '무장 군인의 학원 난입'을 규탄하는 시위가 열렸다. 광운공업고등학교와 대광고등학교의 시위도 보도되었다.

## 사회적 여파 및 반향
사건이 진행되자 무장 군인의 학원 난입에 대한 사회 각계 각층의 반발이 잇따랐다.
고려대학교 긴급 교수회에서는 성명 발표를 통해 8월 25일의 무장군인 고려대학교 난입사건을 '잔악한 폭거'로 규정하였다.
《경향신문》에서는 이를 두억시니의 민화에 비유하여 '무식하기 짝이 없는 짓'이라 평가하면서, '학원은 현대의 성역'이며, '민족의 생명과 희망이 자라고 정의가 자라는 곳'임을 주장하였다.

## 1971년 무장군인 고려대학교 난입 사건
외부적으로는 중화인민공화국의 유엔 가입이 진행 중이었고, 베트남에서는 티우 대통령의 단독 출마를 반대하는 반정부·반미 학생 시위가 거칠어지고 있었다. 일본에서는 좌익계 학생들의 시위가 계속되었다. 필리핀에서는 무장 괴한들이 반정부 학생 시위대에 총격을 가하기도 했다.
대한민국 국내에서는 9월 28일 연세대학교 학생들의 교련 반대 시위, 고려대학교 학생들의 사치와 향락을 배격하는 퇴폐풍조 배격 시위가 벌어지고 있었다. 이들의 요구는 9월 30일 교련 과목의 전면 철폐로 이어졌다.
1971년 10월 5일 1시 10분경, 수도경비사령부 헌병대 소속 소령의 인솔로 22명의 군인들이 고려대학교 내부에 진입, 학생회관에서 쉬고 있던 학생 5명을 사령부로 연행했다가 고대 총장에게 다시 인계하였다. 국방부 장관은 10월 8일 국회 국방위원회에서 이는 학생들이 교내에서 기거하여 교련 반대 시위와 명예 훼손의 처벌이 어려워지자 상관의 명령 없이 일어난 일이라 해명하고, 군의 잘못임을 인정하였다.

## 같이 보기
- 한일회담
- 6·3 항쟁 (1964년)
- 무장군인 법원 난입 사건 (1964년)